# Liste der Monuments historiques in Rozérieulles
Die Liste der Monuments historiques in Rozérieulles führt die Monuments historiques in der französischen Gemeinde Rozérieulles auf.

## Liste der Bauwerke
| Bezeichnung    | Beschreibung           | Standort               | Kennzeichnung | Schutzstatus | Datum | Bild           |
| -------------- | ---------------------- | ---------------------- | ------------- | ------------ | ----- | -------------- |
| Kirche St-Rémi | ab dem 13. Jahrhundert | Rue de l’Église (Lage) | PA00106980    | Inscrit      | 1984  | weitere Bilder |

## Liste der Objekte
| Bezeichnung               | Beschreibung                                  | Standort                     | Kennzeichnung | Schutzstatus | Datum | Bild |
| ------------------------- | --------------------------------------------- | ---------------------------- | ------------- | ------------ | ----- | ---- |
| Skulptur eines Heiligen   | Jaumont-Stein, um 1500                        | in der Kirche St-Rémi (Lage) | PM57000294    | Classé       | 1975  |      |
| Prozessionskreuz          | Silber und Bronze, vergoldet, 18. Jahrhundert | in der Kirche St-Rémi (Lage) | PM57000295    | Classé       | 1975  |      |
| Skulptur Madonna mit Kind | Jaumont-Stein, Mitte des 15. Jahrhunderts     | in der Kirche St-Rémi (Lage) | PM57000296    | Classé       | 1975  |      |